# I Fratellini
I Fratellini sono stati un gruppo musicale italiano di musica beat.

## Storia del gruppo
I Fratellini nascono come gruppo formato appunto dai cinque fratelli Miniati (da cui il nome del complesso), inizialmente con un repertorio strumentale sui modello dei The Shadows, grazie al chitarrista solista Benedetto Miniati, autore del repertorio del gruppo.
Dopo i primi dischi incisi su etichette fiorentine, il complesso si accosta al beat ed inizia ad esibirsi in tutta Italia, fino ad ottenere un contratto discografico con la Robinson, casa discografica veneta, per cui incidono un 45 giri con tre brani strumentali (di cui uno, Sioux, ricalca Apache dei The Shadows); la Robinson inoltre recupera una canzone già incisa dai Fratellini, I maghi dello shake, facendola incidere da un complesso della loro scuderia, i New Dangers.
Dopo altri dischi incisi per la milanese Sunset passano alla Beat Records Company di Franco De Gemini, incidendo due brani strumentali Solitary Man  e L'alba, canzone scritta da Miniati insieme al maestro Franco Zauli.
Per la Kansas di Domenico Seren Gay pubblicano l'anno successivo il 45 giri È così che ci amiamo/Forte, con due canzoni con il testo scritto dal paroliere torinese (e le musiche di Miniati con Zauli e Alfonso Corsini per È così che ci amiamo e con Corsini e Ccarlo Cordara per Forte.
Il complesso continua l'attività fino alla fine del decennio.
Nel 1997 la On Sale Music ha pubblicato su CD, nella raccolta Magic Bitpop vol. 5, i tre brani del 45 giri della Robinson.

## Formazione
- Benedetto Miniati - voce e chitarra solista
- Bruno Miniati - sassofono contralto e clarinetto
- Giampiero Miniati - voce e basso
- Renzo Miniati - sassofono tenore, sassofono soprano, chitarra ritmica e basso
- Umberto Miniati - batteria

## Discografia
Singoli
- 1960: Bestiale/Un tipo senza grana Audiodisc acetato
- 1964: Vostok/Little Rock (Fonola, NP 1430)
- 1964: Mi vendicherò/Il nostro amore (Susanna, 1110)
- 1965: I maghi dello shake/È tardi (Susanna, 1397)
- 1965: For Quitar/I Fratellini (Refert Record, 0101)
- 1965: Sioux/Cosmos/Lunik (Robinson, RR 03)
- 1965: Gonzales/Verrò da te (Polad, CN 103)
- 1966: New Boogie/20 31 20 (Sunset)
- 1966: Thunderball/San Remo (Sunset, SNP 3094)
- 1967: Verso l'infinito/Delicado (Sunset, SNP 3136)
- 1967: Solitary Man/L'alba (Beat Records Company, BT 018)
- 1969: È così che ci amiamo/Forte (Kansas, DM 1089)
- 1970: Firenze70/Giochi proibiti (Fonit-Cetra Cricket MSF7196)

Apparizioni
- 1997: Magic Bitpop Vol. 5 - Il Beat Della Robinson (On Sale Music, 52-OSM-015; i Fratellini sono presenti con tre canzoni, Sioux, Cosmos e Lunik)